# Tananai
Tananai, anteriormente conocido como Not for Us, seudónimo de Alberto Cotta Ramusino (Milán, 8 de mayo de 1995), es un cantautor y productor discográfico italiano.
Comenzó su carrera musical en 2014 bajo el seudónimo Not for Us, produciendo principalmente música electrónica, antes de pasar al género pop bajo el seudónimo Tananai en 2018. Alcanzó la fama en 2022 tras su participación en el 72º Festival de San Remo, en el que su canción Sesso occasionale quedó en último lugar, pero aún así logró un gran éxito en la radio, entrando en el top 10 de la lista FIMI.

## Biografía

### Infancia y primeros años
Nacido en 1995 en Milán y criado en Cologno Monzese, Alberto Cotta Ramusino, siendo todavía adolescente y estudiante del Liceo Estatal Leonardo da Vinci, comenzó a componer sus primeras producciones musicales bajo el seudónimo Not for Us y, a través de su perfil de SoundCloud, en 2014 publicó un remix amateur de Swimming Pools (Drank) de Kendrick Lamar. Estudiante de arquitectura en el Politécnico de Milán, en 2015 participó como concursante en TOP DJ, llegando a la final y quedando tercero, consiguiendo así un contrato discográfico como productor y autor.
En ese mismo año lanzó A Diamond, su primera producción original gracias a un contrato con los sellos discográficos Sony Music y Columbia Records. El sencillo contó con la voz de Anna McDougal y luego se lanzó el 6 de julio de 2015 a través de su propio canal Vevo y en YouTube y todas las plataformas de transmisión.
Mientras tanto, comenzó a asistir al curso de diseño arquitectónico en el Politécnico de Milán, que decidió abandonar en 2017 para dedicarse exclusivamente a su carrera musical.

### 2016-2020:To Discover and Forgety Tananai
En 2016 colaboró con la artista noruega Astrid S para un remix de la canción Hurts So Good. El 19 de noviembre estará entre los artistas que abrirán el Pendulum DJ set en la Fabrique de Milán. Ese mismo año colaboró con Nike para la banda sonora de los anuncios y lanzamiento de la nueva colección ACG de NikeLab.
En 2017 cambió de sello discográfico, firmando un contrato discográfico con Universal Music Italia, con la que lanzó su álbum debut To Discover and Forget bajo el seudónimo Not for Us. Después del lanzamiento del álbum, el artista comenzó a trabajar principalmente en la producción musical para varios artistas italianos. Su carrera musical como cantautor, sin embargo, comenzó en 2017 gracias a la nueva política musical de la nueva discográfica.
Atribuido con el nuevo seudónimo Tananai (que toma su nombre de un término en lengua lombarda (Brescia / Bérgamo) con el que su amado abuelo se dirigía a él en tono de broma, que tiene el significado de "pequeña plaga" y que en sentido despectivo o bondadoso también puede dirigirse a una persona), lanzó su single debut Volersi male.
En 2019 tocó en el Festival Sziget de Budapest en el Lightstage, mientras que en enero de 2020 lanzó el sencillo Giugno, con el que anticipó el lanzamiento de su EP debut titulado Piccoli boati y publicado el siguiente 21 de febrero.

### 2021-2023: Doble San Remo yRave, eclissi
En 2021 se lanzaron los sencillos Baby Goddamn y Maleducazione. Además, Tananai aparece en el álbum Disumano de Fedez con la canción Le madri degli altri.
En noviembre de 2021 fue confirmado como uno de los doce artistas participantes de Sanremo Giovani, evento que seleccionó a tres artistas emergentes para el 72º Festival de San Remo .   Tananai ocupó el segundo lugar con la canción Esagerata, que en febrero de 2022 le permitió participar en el festival con la canción Sesso occasionale,  escrita con Davide Simonetta, Paolo Antonacci y Alessandro Raina ocupando el último lugar, en el vigésimo quinto lugar.
Gracias a la visibilidad obtenida, fue invitado al concurso Soliti ignoti, presentado por Amadeus, con Mahmood y Blanco, ganadores del festival de ese año con Brividi. Mientras tanto, los sencillos Sesso occasionale y su predecesor Baby Goddamn fueron certificados oro y luego platino; entre finales de marzo y principios de abril, Baby Goddamn alcanzó la tercera posición en el Top Singles italiano y la cima del chart diario de las canciones más escuchadas en internet, ganando el lugar ocupado durante meses por el dúo Mahmood y Blanco.
En 2022 su primera gira fue reprogramada con fechas por toda Italia, mientras que las fechas en Milán y Roma fueron reprogramadas en lugares más grandes y con fechas dobles, que nuevamente se agotaron. En marzo fue invitado a un episodio del programa Le Iene, donde realizó un monólogo motivacional.
El 3 de junio de 2022 se lanzó el sencillo La dolce vita, en el que colaboró con Fedez y Mara Sattei; La canción alcanzó la cima de la lista de sencillos más vendidos en Italia, siendo certificada como oro después de tres semanas, y posteriormente galardonada con seis discos de platino. El 31 de agosto, la canción recibió el premio Power Hits Estate 2022.
El 28 de junio participó en el concierto benéfico Love Mi, organizado por Fedez y J-Ax con el fin de recaudar fondos para la asociación Tog-Together To Go. Tres días después se lanzó el single Pasta, en el que retomaba los sonidos electrónicos característicos de la época en la que era conocido como Not for Us.
El 30 de septiembre de 2022, apareció en el segundo álbum del productor discográfico Thasup, Special Character, en la canción Scialla .  El 9 de octubre, tras desactivar brevemente sus perfiles sociales, anunció su nuevo sencillo Abissale . 
El segundo álbum de estudio Rave, eclissi fue lanzado el 25 de noviembre del mismo año, conteniendo todos los sencillos en solitario lanzados durante el período de dos años. El 2 de diciembre también apareció como invitado en el álbum X2 de Sick Luke junto al grupo musical Bnkr44.
El 4 de diciembre del mismo año se confirmó su participación en el 73° Festival de San Remo, donde en febrero de 2023 compitió con la canción Tango. Al finalizar el evento musical quedó en quinto lugar. El sencillo se incluyó posteriormente en la edición de lujo del álbum Rave, eclissi.

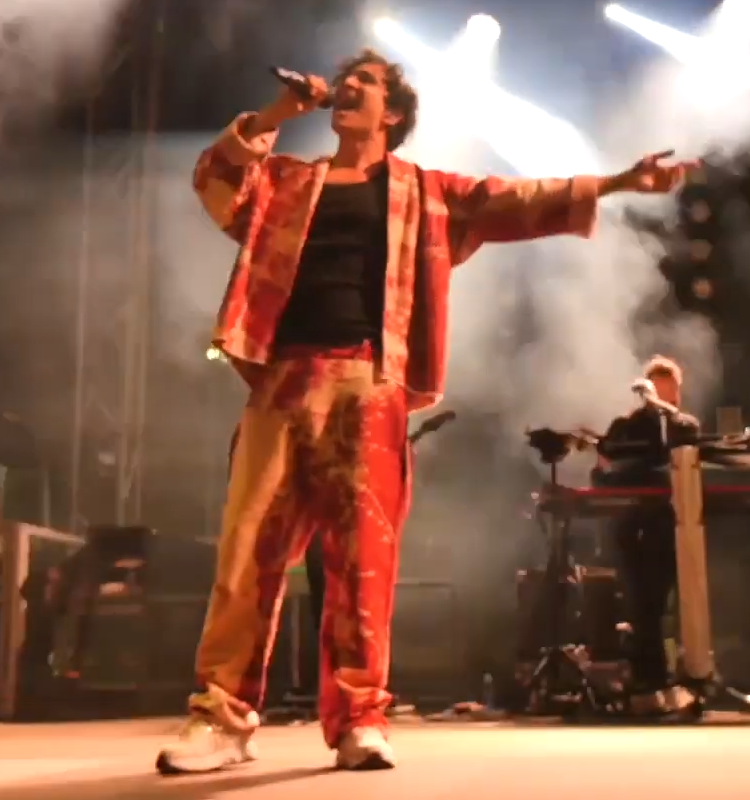
Tananai en concierto en Cortona (AR) en 2023

En la primavera de 2023 realizó su primera gira en pabellones deportivos italianos, al final de la cual lanzó el sencillo Un altro mondo junto a los disc jockeys Merk & Kremont y el rapero Marracash, certificado doble platino.

### 2024-presente:CalmoCobra
El 15 de marzo de 2024 lanzó el sencillo Veleno, posteriormente certificado platino. Tras la victoria del Inter en el campeonato en abril del mismo año, lanzó la canción Ho fatto un sogno con Rose Villain y Madame. En mayo del mismo año participó en el concierto benéfico de Una. Nessuna. Centomila – in Arena para ayudar a las mujeres víctimas de violencia.
El 5 de junio de 2024 lanzó el sencillo Storie brevi, en colaboración con Annalisa, posteriormente certificado doble platino. En el verano de ese mismo año ganó el Telegatto, seguido el 3 de septiembre por la victoria en Power Hits Estate 2024. El 6 de septiembre se lanzó la canción Ragni,  mientras que durante la semana anterior Storie brevi subió al segundo lugar en las listas. Las canciones Veleno, Storie brevi y Ragni (disco de oro certificado) anticiparon el lanzamiento del tercer álbum de estudio CalmoCobra, que tuvo lugar el 18 de octubre, que luego obtuvo el estatus de disco de oro.
El 1 de noviembre del mismo año se lanzó la canción Si mette male de Alessandra Amoroso, en la que Tananai se encargó de la letra, la música y la producción. El 15 de noviembre se puso a disposición el sencillo Punk love storia, seguido el 29 de noviembre por el sencillo Booster, respectivamente como el cuarto y quinto sencillo del álbum CalmoCobra.

## Vida privada
En 2014 se trasladó de Cologno Monzese, donde vivía con su familia, a Milán. Reveló en un vídeo que su abuela es originaria de Casalnuovo.
Declaró que padecía obesidad, que era víctima de bullying y que era un apasionado del fútbol y fanático del Inter.

## Discografía
- 2017 – To Discover and Forget (como Not for Us)
- 2022 – Rave, eclissi
- 2024 – CalmoCobra

## Programas de televisión
- TOP DJ (Sky Uno, 2015) - concursante

## Participación en certámenes de canto
- Festival de San Remo (Rai 1)
  - 2022 – 25.º puesto con Sesso occasionale
  - 2023 – 5.º puesto con Tango
- Sanremo Giovani (Rai 1)
  - 2021 – 2.º puesto con Esagerata

## Premios y reconocimientos
- RTL 102.5 Power Hits Summer
  - 2022 – Ganador general y Premio FIMI por La dolce vita (con Fedez y Mara Sattei)[38]
  - 2024 – Ganador general de Storie brevi (con Annalisa)[55]
- Sanremo Giovani
  - 2021 – Segundo puesto en la decimoquinta edición con Esagerata[22]
- Telegatto
  - 2024 – Premio canción de verano de Storie brevi (con Annalisa)[54]